# 高田純 (物理学者)
高田 純（たかだ じゅん、1954年〈昭和29年〉4月 - ）は理学博士、物理学者。専門は放射線防護学。札幌医科大学名誉教授。

## 概歴
東京都出身。育英工業高等専門学校（現サレジオ工業高等専門学校）電気工学科卒業。弘前大学理学部物理学科卒業。広島大学大学院理学研究科（核実験・吉沢康和教授）ガンマ線強度の精密測定(Ta-182)博士課程前期修了、広島原爆黒い雨降雨地域の砂のウラン同位対比の研究（原爆放射能医学研究所）同課程後期退学。原子層レベルの多層構造、人工超格子の制作と物性研究を行い、平成2年（1990年）に広島大学より酸化物高温超伝導体に関する研究で理学博士の学位を授与される。
鐘淵化学工業（現カネカ）中央研究所、シカゴ大学ジェイムズ・フランク研究所、京都大学化学研究所、イオン工学研究所、広島大学原爆放射線医科学研究所、京都大学原子炉実験所（現京都大学複合原子力科学研究所）などを経て、2004年（平成16年）より札幌医科大学医学部・医療人育成センター教養教育研究部門教授。2020年（令和2年）札幌医科大学名誉教授。
放射線防護情報センター・ターサン出版代表、日本シルクロード科学倶楽部会長、放射線防護医療研究会代表世話人（以上、全て自身が作った任意団体）、正しい放射線の知識を普及する会理事、日本会議北海道本部副理事長、「真広島長崎平和集会」実行委員長。

## 人物
1979年～83年に広島大学大学院で原子核放射線の実験物理（吉沢康和教授）を修行。途中、広島の原爆災害の調査に関心をもって、原爆放射能医学研究所障害基礎部門（物理の竹下教授）で広島に降った濃縮ウランの検出に取り組む。医学物理の職が得られず、民間の研究職に就く。
1983年4月以後、放射線プラズマ真空装置で原子層レベルの多層構造・人工超格子構造の形成と光電子物性の研究をおこなう。この物理研究の精神的原点は江崎玲於奈博士のノーベル賞となったトンネルダイオードの発明と人工超格子研究にあった。後年酸化物高温超伝導の電子トンネル現象の研究成果をアメリカで発表の際に、IBMの研究所に招待され、高田は江崎と会談することになった。
1995年改組された広島大学原爆放射能医学研究所（現在　原爆放射線医科学研究所）国際放射線情報センター（星正治教授）へ異動し、世界の放射線被曝地調査　広島・長崎、東海村、マーシャル諸島、カザフスタン、シルクロード（チャイナ）、チェルノブイリ、シベリア、ウラルを実施した。
2000年（平成12年）8月以降、中国政府がウイグルで行っている核実験による健康被害についての調査研究を行った。「中国の核実験」医療科学社2008年、「Chinese Nuclear Tests」 同英語ウイグル語版2009年出版。米国サイエンティフィック・アメリカン誌などで新著紹介された。
2001年の9.11同時多発テロ後、核兵器テロ対策のための放射線防護研究を開始した。2004年（平成16年）に講談社から出版した「東京に核兵器テロ！」が内閣官房や消防庁国民保護室に注目され、同年10月保護室保護室からの招聘で「核兵器テロ対策」の特別講義を行い、国民保護基本指針作成に寄与した。これは弾道ミサイル防護の研究に発展した。2004年からの札幌医科大学教授時代、災害医学や放射線医学の教授、自衛隊病院長らと連携し、放射線防護医療研究会を運営した。
2008年ブエノスアイレスで開催された国際放射線防護学会で、「ソ連とチャイナでの地表核爆発の周辺放射線影響」を報告した。その際、ワシントンDCで世界ウイグル会議代表のラビア・カーデルと会談し、「中国の核実験」の英語・ウイグル語翻訳を約束した。
2009年、その翻訳本の出版に合わせて、憲政記念館にて、ウイグル人の留学生を支援する白石念舟らと、中央アジアでの核爆発災害を告発し世界へ発信する東京シンポジウム2009を開催した。「核と刀」明成社2010年。　これ以後、高田は国内の保守系諸団体から講演依頼や執筆依頼を受けるようになった。同時に、中共とその親派から攻撃を受けるようになった。
2009年（平成21年）8月9日と2010年（平成22年）8月6日に、田母神俊雄とのダブル講演を札幌、広島で行う。2010年（平成22年）8月5日広島にて「第1回真広島長崎平和集会」を開催（ただし、「第2回」以後開催されていない）。
2011年3月11日、科学研究費成果報告（ストロンチウム90その場測定法の研究）としてシルクロード今昔展を開催するために都内文教シビックセンターへ行くが、東日本大震災に遭う。展示会終了後に、予定していたウランバートルでモンゴル科学省と放射線防護科学会議を実施、福島事故と中央アジアでの核爆発災害をテーマとした。帰国後、札幌より陸路、函館、青森、仙台、福島、東京と東日本放射線衛生調査を行った。現地線量測定結果を、リアルタイムにインターネットで発信し、到着した都内で、報告会を実施した。

## 受賞歴
- 1988年（昭和63年）、「拡散ブロック層耐候性太陽電池の発明」鐘淵化学工業技術振興特別賞[1]
- 1994年（平成6年）、「有機無機ヘテロナノシステムの発明」未踏科学技術協会第一回高木賞[1]
- 2003年（平成15年）、中国電力技術研究財団 原子力防災における緊急被曝医療の研究[1]
- アパグループの主催する「真の近現代史観」懸賞論文で広島平和記念公園の碑文撤去を主張した論文が第3回に優秀賞[12]。第4回で論文「福島は広島にもチェルノブイリにもならなかった〜東日本現地調査から見えた真実と福島復興の道筋」が最優秀賞（賞金300万円）を受賞[13]。著作「誇りある日本文明」が第１回日本再興大賞特別賞。

## 主な研究と活動
専門分野は、医学物理、被曝医療、線量評価、放射線防護、核事象調査、核爆発災害、医学物理、環境放射線、“「中国の核実験」による災害”など。
- 大学での医療人育成のための医学物理学教育研究、大学院医学物理士養成、放射線防護医療の教育研究
- 国民保護のための核防護研究
- “平和のための原子力”の推進
- シルクロード3民族（チベット人、ウイグル族、中国内モンゴル自治区）への人道科学支援
- 福島復興への人道科学支援
- 正しい核放射線知識の普及活動
- 太陽光発電とうの山地乱開発となるエセ環境政策とエセエネルギー政策を告発する社会活動
- 日本文明を護るインターネットでの言論・動画配信活動
- 7.8奈良安倍晋三狙撃テロ事件「奈良の変」の真相究明と真実の拡散の出版と講演会・動画配信活動

## 主張

### 中国の核実験による災害
- 2009年（平成21年）3月18日憲政記念館でシンポジウム「シルクロードにおける中国の核実験災害と日本の役割」を開催し、楼蘭周辺での核実験による環境汚染、健康被害を伝えた[14]。楼蘭周辺での中共が引き起こしたメガトン核爆発災害の科学報告は、最初に「中国の核実験」（医療科学社 平成20年/2008年）で出版され、その英語・ウイグル語翻訳版が翌年に刊行された。さらに、翌年に、日本人の観光リスクの評価研究が、「核の砂漠とシルクロード観光のリスク」（医療科学社　平成21年/2009年）が出版された。それらの研究に基づき、平成21年/2009年の『正論』6月号に「中国共産党が放置するシルクロード核ハザードの恐怖」と題した論文を寄稿し、中華人民共和国が新疆ウイグル自治区で実施した核実験によってウイグル人など19万人が急死するとともに、急性放射線障害などに罹った被害者は129万人に達しているとした研究結果を発表した[15]。高田は「人道的にもこれほどひどい例はない。中国政府の情報の隠蔽も加え国家犯罪にほかならない」と述べている[15]。
- 2010年（平成22年）11月、モンゴル自由連盟党（大阪）のホームページで声明を発表した[16]。

### 福島原発事故
- 福島第一原子力発電所事故では、2011年（平成23年）4月に浪江町からの避難民に対し内部被曝を調査。同年6月18日にも現地入りし福島駅や飯舘村・南相馬市で残留放射線を調査し、その結果「福島の住民に健康被害は起きない」「警戒区域となっている20km圏内でも危険性が高いとは言えない」と結論づけている[17]。
- 2011年（平成23年）7月末に田母神俊雄等と共に行われた「福島支援シンポジウム」で基調講演で「一部メディアによる福島県の人たちを混乱させ、心配させる報道には腹が立つ。ただ火のないところに煙は立たない。火をたいているのは日本政府だ」「福島県民に放射線による健康被害はない、福島は必ず復興できる、というのが最初に報告したい調査結果です」「原発の門の前まで行ったが、累積被曝線量はたったの0.1ミリシーベルトと意外な結果だった。防護服を着る必要すらなかった」「日本で、自動車産業を訴えたり、車に乗るのを止めようという人はいない。『脱原発』を訴えている人たちも車には乗っているはずだ」などと述べた[18]。

- 2012年10月18日、世界平和統一家庭連合（旧統一協会）系の『世界日報』の読者でつくる「世日クラブ」で「今こそ日本の核アレルギーを糺す〜福島は低線量で健康被害なし〜」と題した講演を行う。原発事故後の放射能の影響について、「急性放射線障害がなければ将来のリスクはない」と主張、当時の総理大臣・菅直人を批判した。また、浪江町などでも放射線量は人体に被害のない低線量であり、早く住民を帰還させるべきと語った[19][20]。

### 安倍晋三銃撃事件
- 2024年7月6日、永田町の星陵会館で開かれたシンポジウム「『国史奈良の変』私たち国民は奈良の変をどう捉えているのか」に登壇し、安倍晋三銃撃事件の分析結果を報告した。殺人罪などで起訴されている被告が手製銃で撃った2発[21]につき、いずれも空砲であるとの見方を示し、「事件は被告の単独犯ではなく、組織テロである」と述べた[22]。
- 2025年7月5日、永田町の星陵会館で事件を検証する講演会を開催。映像分析などでわかった頭に白いヘッドホンを着けたマスク姿のセーラー服の女性の存在に言及。「調べたところ、近隣の学校で着ている制服ではなかった。事件が起きた瞬間も人々とは別の方向に走って逃げて行った」と指摘し、改めて、被告の単独犯でなく組織的なテロの可能性があると訴えた[23]。

## 主な著書
- 「世界の放射線被曝地調査　―自ら測定した渾身のレポート―」 - 講談社 2002年1月[1] ISBN 978-4062573597
- 「東京に核兵器テロ!」 - 講談社 2004年[1]
- 「Nuclear Hazards in the World」- Springer 2005年 ISBN 978-3540252726
- 「核爆発災害　―そのとき何が起こるのか―」 - 中公新書 2007年
- 「核と刀　―核の昭和史と平成の闘い―」- 明成社 2010年 ISBN 978-4944219933
- 「放射線から子どもの命を守る」 - 幻冬舎ルネッサンス新社 2011年 ISBN 978-4779060496
- 「放射能・原発、これだけ知れば怖くない!」 - 幸福の科学出版 2012年
- 「原発ゼロで日本は滅ぶ　―“非科学”福島セシウム避難の国家犯罪―」 - オークラ出版　2012年 中川八洋共著 ISBN 978-4775519820
- 「誇りある日本文明　―中韓が絶対に超えられない、先進と継続の理由―」 - 青林堂　2017年 ISBN 978-4792605957
- 「脱原発は中共の罠」 - ハート出版　2021年　ISBN 978-4802401159
- 「日本が3度目の核攻撃を受けないために」 - ハート出版　2022年　ISBN 978-4802401425
- 「国史奈良の変　7.8奈良テロ事件　嘘と真実　ターサンチームによる科学調査レポート完全版」ターサン出版 初版　2023年
- 「国史奈良の変　7.8奈良テロ事件　嘘と真実　ターサンチームによる科学調査レポート完全版」ターサン出版 第二版　2024年
- 「レポート　安倍晋三記念シンポジウム2024 私たち国民は奈良の変をどうとらえているのか」ターサン出版 2025年
- 「われらの安倍さん物語　戦後体制からの脱却を目指す途上　敵の凶弾に倒れた偉大な総理に捧ぐ　日本の誇り　安倍晋三　愛国と品格」ターサン出版2024年
- 「物理学者が炙りだした事件の真相　真相奈良の変　戦後体制」ターサン出版2025年 ６月予定

以下は全て医療科学社刊『高田純の放射線防護学入門』シリーズ
- 「核災害からの復興」 - 2005年2月
- 「お母さんのための放射線防護知識　―チェルノブイリ事故20年間の調査でわかったこと―」 - 2007年
- 「医療人のための放射線防護学」- 2008年
- 「核エネルギーと地震　―中越沖地震の検証　技術と危機管理―」 - 2008年
- 「中国の核実験　―シルクロードで発生した地表核爆発災害―」 - 2008年
- 「核と放射線の物理　―放射線医学と防護のための基礎科学―」 - 2008年
- 「核の砂漠とシルクロード観光のリスク　─NHKが放送しなかった楼蘭遺跡周辺の不都合な真実―」 - 2009年 ISBN 978-4860034023
- 「Chinese Nuclear Tests」 - 英語・ウイグル語版
- 「ソ連の核兵器開発に学ぶ放射線防護」 - 2010年
- 「福島 嘘と真実　―東日本放射線衛生調査からの報告―」 - 2011年 ISBN 978-4860034177
- 「人は放射線なしに生きられない　―生命と放射線を結ぶ3つの法則―」 - 2013年 ISBN 978-4860034320
- 「ガリレオの休日　ブルーリバー　純ちゃんのエッセイ25話　核防護から日本文明まで」医療科学社　2018年